# Underdog (chanson de Kasabian)
Pour les articles homonymes, voir Underdog.
Singles de Kasabian
Where Did All the Love Go?
(2009) Vlad the Impaler
(2010)
Pistes de West Ryder Pauper Lunatic Asylum
Where Did All the Love Go?
(2)
Underdog est le troisième single du troisième album studio du groupe de rock britannique Kasabian publié le 26 octobre 2009. Il se classe 32e au classement britannique des ventes de singles.
Le titre a été utilisé dans le cadre d'une publicité pour le téléviseur Sony Bravia avec le joueur de football Kakà.

## Classement
| Classement musical             | Meilleure position |
| ------------------------------ | ------------------ |
| Royaume-Uni (UK Singles Chart) | 32                 |

## Liste des chansons
Toute la musique est composée par Sergio Pizzorno.
| 1. | Underdog                  | 4:32  |
| 2. | Julie & the Mothman       | 5:38  |
| 3. | Underdog (remix de Sasha) | 10:27 |